# Paula Prentiss
Paula Prentiss, nascuda Paula Ragusa el 4 de març de 1938 a San Antonio, és una actriu de cinema estatunidenca.

## Biografia
Mentre estudia a la Universitat Northwestern, és observada l'any 1958 per un agent de la Metro-Goldwyn-Mayer i arran d'això interpreta amb Jim Hutton algunes comèdies. Destaca en aquest gènere en els anys 1960. Es fa notar particularment per les seves inflexions de veu i la seva actuació distesa; tanmateix, també va fer alguns papers més dramàtics. No va freqüentar massa Hollywood, i diverses vegades va sacrificar la seva carrera pel seu paper de mare. Casada amb el realitzador Richard Benjamin (1961), va tenir dos fills, Ross Benjamin i Prentiss Benjamin.
La seva germana Ann Prentiss és també actriu.
Apareix en la llista de 1995 d'Empire Magazine com una de les 100 estrelles més sexys de la història del cinema (#91).
Figura en la llista del Festival de Canes 1999, entre els 500 noms que han fet Canes.

## Filmografia
Filmografia:
- 1960: Where the Boys Are: Tuggle Carpenter
- 1961: The Honeymoon Machine: Pam Dunstan
- 1961: Bachelor in Paradise: Linda Delavane
- 1962: The Horitzontal Lieutenant de Richard Thorpe: Molly Blue
- 1963: Follow the Boys: Toni Denham
- 1964: L'esport favorit de l'home (Man's Favorite Esport): Abigail Page
- 1964: The World of Henry Orient de George Roy Hill: Stella Dunnworthy
- 1964: Looking for Love: Paula Prentiss
- 1965: In Harm's Way: Beverly McConnell
- 1965: What's New Pussycat: Liz
- 1967-1968: He & She (sèrie de TV): Paula Hollister (26 episodis)
- 1970: Catch-22: infermera Duckett
- 1970: Move: Dolly Jaffe
- 1971: Nascut per guanyar (Born to Win): Veronica
- 1972: Last of the Red Hot Lovers: Bobbi Michele
- 1972: The Couple Takes a Wife (telefilm): Barbara Hamilton
- 1974: Crazy Joe: Anne
- 1974: The Parallax View: Lee Carter
- 1975: The Stepford Wives: Bobbie Markowe
- 1977: Having Babies II (telefilm): Trish Canfield
- 1978: No Room to Run (telefilm): Terry McKenna
- 1979: Friendships, Secrets and Lies (telefilm): Sandy
- 1980: Top of the Hill (telefilm): Norma Ellsworth Cully
- 1980: The Black Marble: Sergenta Natalie Zimmerman
- 1981: Listening Skills (tret només en vídeo): hostessa
- 1981: Managing Meetings (tret només en vídeo): hostessa
- 1981: Saturday the 14th de Howard R. Cohen: Mary
- 1981: Victor la gaffe (Buddy Buddy): Celia Clooney
- 1981: Mr. and Mrs. Dracula (sèrie televisada): Sonia Dracula
- 1983: Packin' It In (telefilm) : Dianne Webber
- 1983: M.A.D.D.: Mothers Against Drunk Drivers, telefilm: Lynne Wiley
- 1992: Murder, She Wrote, episodi Incident in Lot #7: Leonora Holt
- 1995: Burke's Law, sèrie televisió episodi Who Killed the Hollywood Headshrinker?: Carla Martinet
- 1996: Mrs. Winterbourne: infermera
- 2007: Hard Forn: Sweet Cherrie